# Музей горюнської культури
Музей горюнської культури (с. Нова Слобода, Конотопський район, Сумська область) — етнографічний музей-садиба, що презентує унікальну культуру горюнів — невеликої етнічної групи, яка мешкає на Сумщині (села Нова Слобода, Линове, Руднєве та інші).
Адреса: Сумська область, Конотопський район, с. Нова Слобода, вул. Партизанська, 33.

## Історія
Музей горюнської культури — унікальний для Східної України етнографічний музей, в якому можна дізнатися про побут горюнів — невеликого етносу, який, на думку істориків, оселився на Путивльщині в XVI столітті. Завдяки компактному проживанню їм вдалося зберегти свою мову, культуру і побут.
Музей був створений 2017 року як філія Державного історико-культурного заповідника у місті Путивль.
Штат працівників музею склали мешканці Нової Слободи — представники й нащадки субетносу горюнів.
Одним з основних напрямів роботи наукових співробітників та доглядачів музею є пошук артефактів традиційної горюнської культури для поповнення експозиції.
2023 року практика з охорони горюнської культури «Музеєм горюнської культури» в селі Нова Слобода Конотопського району Сумської області включена до переліку Нематеріальної культурної спадщини України.

## Експозиція
Музей являє собою садибу горюнів кінця XIX — початку XX століття.
У горюнській хаті, що складається із сіней, світлиці, теплушки, представлені різноманітні предмети побуту, меблі, одяг, унікальні зразки горюнської вишивки, ткацький верстат.
На території музею можна побачити традиційні господарські будівлі: сарай, клуню, вітряк, а також незвичайний колодязь-журавель та рідкісний вид погреба для зберігання продуктів («шийна яма») .
У музеї проводяться екскурсії та звучать пісні горюнською мовою.